# Elachistocleis
Elachistocleis és un gènere de granotes de la família Microhylidae que es troba a Panamà i Sud-amèrica.

## Taxonomia
- Elachistocleis bicolor (Guérin-Méneville, 1838).
- Elachistocleis erythrogaster (Kwet & Di-Bernardo, 1998).
- Elachistocleis ovalis (Schneider, 1799).
- Elachistocleis piauiensis (Caramaschi & Jim, 1983).
- Elachistocleis skotogaster (Lavilla, Vaira & Ferrari, 2003).
- Elachistocleis surinamensis (Daudin, 1802).